# 42 км (колійний пост)
42 кіломе́тр — залізничний колійний пост Криворізької дирекції Придніпровської залізниці на електрифікованій лінії Апостолове — Запоріжжя II між станціями Апостолове (2 км) та Тік (17 км). Розташований у південній частині міста Апостолове Криворізького району Дніпропетровської області.

## Пасажирське сполучення
Через колійний пост прямують приміські електропоїзди Криворізького  та Нікопольського напрямків, проте не зупиняються.